# Центр (геральдика)
Центр (серце) — геральдичний термін для позначення середнього або п'ятого місця на гербі (якщо розділити на дев'ять). Ця позиція вважається почесним місцем герба. Для більших гербів серцевий щит розміщується в центрі. Поля або місця праворуч від розташування центра (серця, 4) описуються як розташування правого стегна або розташування правого серця, ті зліва описуються як розташування лівого стегна або розташування лівого серця (6).

Гербові поля

Інше пояснення, засноване на класифікації в старій літературі, пояснює таке: якщо поле розділити чотири рази, утворюється п'ять місць або позицій. Починаючи з верхньої частини щита, нижче йде почесне місце або груди, потім центр (серце) в середині герба, а перед основою щита або підніжжя — пупок.
Розташування центру також називають середнім розташуванням. Точка серця також відома як центральна точка. Від останнього терміна походить назва центральної вени, яка перетинає центр серця.